# Henri Monet
Henri Monet, francoski general, * 1880, † 1940.